# Нејтан Шарп
Нејтан Шарп (енгл. Nathan Sharpe; 26. фебруар 1978) бивши је професионални рагбиста и капитен аустралијске репрезентације.

## Биографија
Висок 200 цм, тежак 115 кг, Шарп је играо у мелеу (енгл. Forwards) на позицији скакача у другој линији (енгл. Lock). У каријери је играо за рагби јунион тимове Квинсленд Редс и Вестерн Форс. За репрезентацију Аустралије је одиграо 116 тест мечева и постигао 8 есеја.